# 鲁文佐里山脉
鲁文佐里山脉（Rwenzori）是非洲中部的一座山脉，位于刚果民主共和国和乌干达的交界地区。山脉最高峰为斯坦利山的玛格丽塔峰，海拔5,109米。1952年，山脉的部分地区建立为鲁文佐里山国家公园，后被列为联合国教科文组织世界遗产。

## 地理
由于起源于地壳中的地质活动加剧，片麻岩、花岗岩、角闪岩和石英岩等水晶岩石隆起，山脉于300万年前的晚上新世形成。抬升运动也导致古湖和今天大湖地区中的艾伯特湖、爱德华湖、乔治湖以及东非大裂谷中艾伯丁裂谷（西支）边缘的形成。
鲁文佐里山脉约120公里长，65公里宽。共有6个主要的山峰，分别是斯坦利山（5,109米）、斯皮克山（4,890米）、贝克山（4,843米）、叶明山（4,798米）、杰西山（4,715米）和路易吉迪萨伏依山（4,627米）。斯坦利山是其中最大的山，拥有一些较小的峰和山脉最高峰玛格丽塔峰。山脉以变质岩为主。由于板块运动向上挤压使山体发生倾斜的观点已经被公认。山区处在一个非常潮湿的地区，经常被云雾笼罩。

## 人类历史

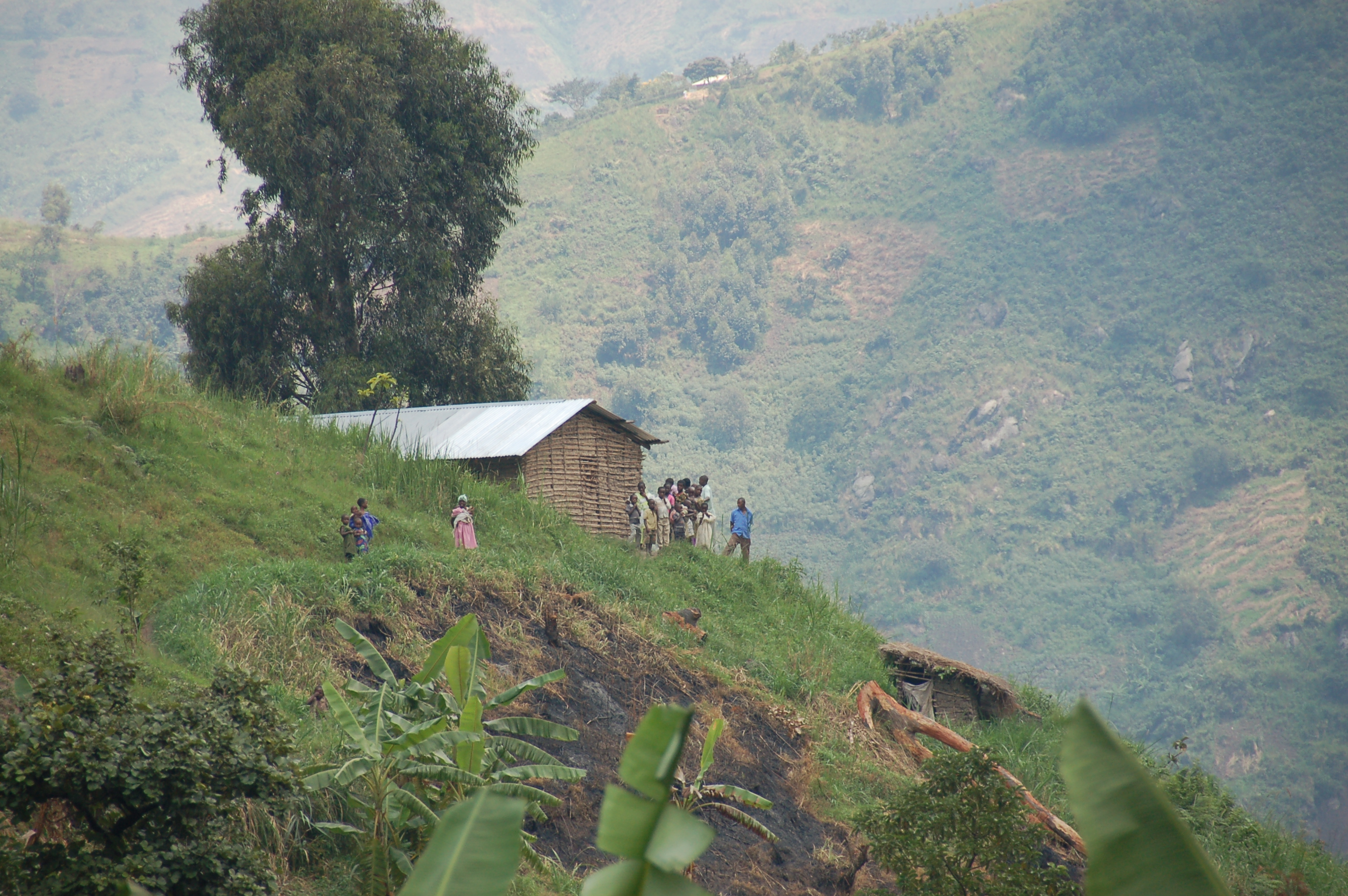
乌干达卡塞塞地区的房屋和人

鲁文佐里山脉是科尼奥人和安巴人的聚居区。在殖民时期的20世纪初，这两个部落是土柔王国的一部分。20世纪50年代，安巴人开始发动独立斗争。主张分离的运动从60年代中期开始，直到1982年结束谈判达成协议后才得以平息。
1889年，亨利·莫頓·史丹利率领的探险队成为首先发现该地区的欧洲人。同年6月7日，探险队的二把手，军事指挥官威廉·格兰特·斯坦尔斯爬到海拔10,677英尺的地方，成为当时已知攀登最高的人。1906年，意大利阿布鲁齐公爵路易吉·阿米地奥成功登顶，成为第一个登上最高峰的人。

## 生物

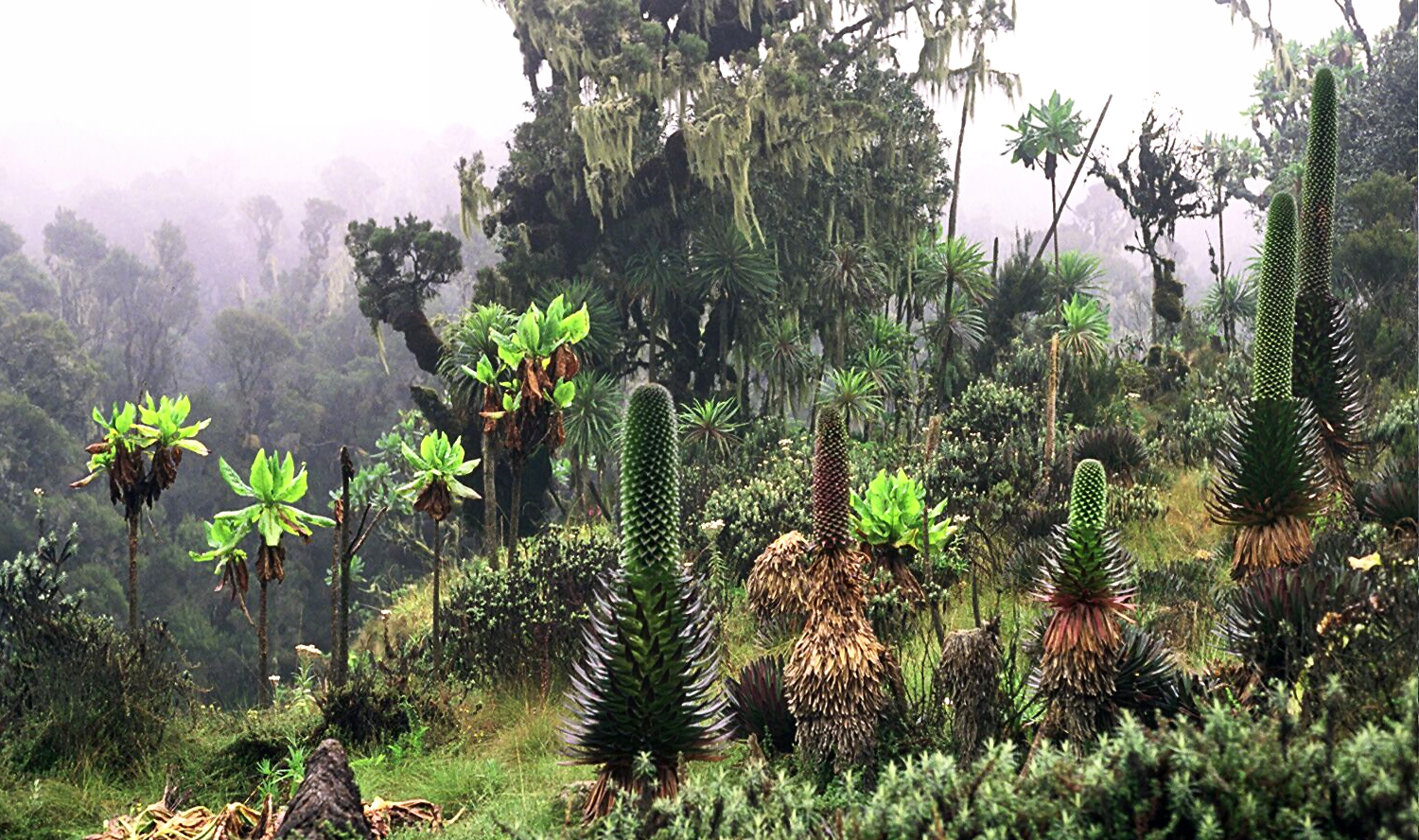
海拔3400米生长的巨型山梗莱属植物

鲁文佐里山区以植物著称，低海拔植被是热带雨林，中海拔为高寒草甸，最高处终年被积雪所覆盖。动物包括非洲森林象、一些灵长类物种和许多特有的鸟类。山区的大部分地区目前是世界遗产，包括乌干达的鲁文佐里山国家公园和刚果民主共和国的维龙加国家公园。
鲁文佐里山区发现有5种不同类型的植被，分别是草原（1000米-2000米）、山地森林（2000米-3000米）、竹林和爵床科植物（2500米-3500米）、石南属和密花树属植物（3000米-4000米）和非洲高山荒野区（4000米-4500米）。在高海拔地区，有些植物的大小异常，例如山梗莱属的植物和千里光属的杂草，鲁文佐里山区的这类植物就比其他地区生长的更大。

## 生态

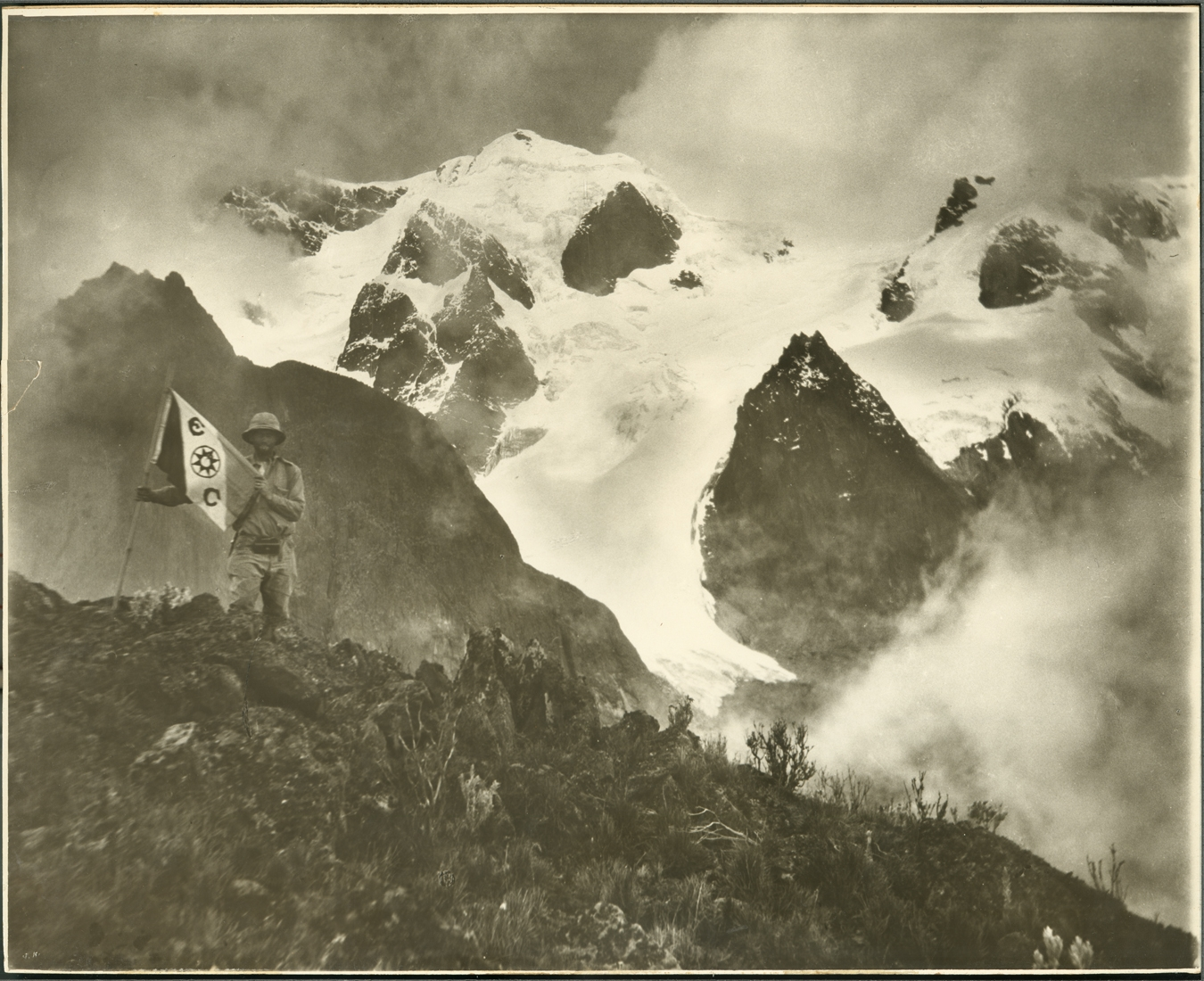
鸟类学家詹姆斯·P.查宾于1925年在山区考察

气候变化对鲁文佐里山区冰川的影响成为近年来科学家一直关注的问题。在1906年，山区内有43块大型冰川散布在6个山峰上，总面积7.5 km²，为非洲冰川总量的一半。到2005年，冰川还剩散布在3个山峰上的1.5 km²。伦敦大学学院的理查德·泰勒博士认为冰川消减的原因是全球气候变暖，并研究它对山区植被生长和生物多样性的影响。